# Vieux-Fort
Vieux-Fort è un comune francese di 1.839 abitanti situato nella parte meridionale dell'isola di Basse-Terre e facente parte del dipartimento d'oltre mare di Guadalupa.